# Воскопрес
Воскопрес застосовують у бджільництві для мокрого способу перетоплення воскової сировини. Спочатку протягом доби воскову сировину вимочують у дерев'яних бочках, потім її розварюють у спеціальному посуді, матеріал якого не вступає в реакцію з воском, поміщають у мішок з міцної тканими і кладуть під воскопрес. Поступово збільшуючи тиск, вичавлюють віск разом з водою. Простий воскопрес — дві дошки, з'єднані разом з одного краю шарнірними петлями. На Закарпатті традиційно виготовляють воскопрес із дубової бочки, в якій роблять велику кількістю отворів у стінках і дні, і в якій мішок зі звареним воском стискають кружком, який щільно входить усередину бочки та прикріплений до стержня («сворника»), який другим кінцем прикріплений до «коромисла», на яке натискають для витискування воску з мішка та бочки в посудину з теплою водою.